# Victor Massaia
Victor Guilherme Massaia (sinh ngày 9 tháng 2 năm 1992) là một cầu thủ bóng đá người Brasil thi đấu cho FC Arouca.

## Sự nghiệp câu lạc bộ
Anh ra mắt chuyên nghiệp tại Giải bóng đá hạng nhất quốc gia Bồ Đào Nha cho Sporting Covilhã vào ngày 21 tháng 8 năm 2013 trong trận đấu trước Tondela.
Anh ra mắt tại Giải bóng đá vô địch quốc gia Bồ Đào Nha debut cho Chaves vào ngày 18 tháng 2 năm 2017, khi anh thi đấu hết trận trong thắng lợi 2–0 trước Arouca.